# Aurèlia Sabanés Durich
Aurèlia Sabanés Durich, (San Pedro, provincia de Buenos Aires, Argentina, 1902 - ?, 1974) fue una bibliotecaria catalana.

## Biografía
Aurèlia Sabanés nació en la población de San Pedro de la provincia de Buenos Aires (Argentina) en 1902, de padres catalanes. Se trasladó a Barcelona en 1910 debido a la enfermedad de su padre. Estudió el bachillerato en la Escuela Francesa y posteriormente cursó la carrera de maestra y estudios superiores de piano. En el año 1920 ingresó en la Escuela de Bibliotecarias, donde se graduó en 1923. Al finalizar los estudios hizo prácticas en la biblioteca del castillo de Escornalbou.
Los años 1924 y 1925, comenzó como bibliotecaria en Figueras y se conservan los dietarios de esta época digitalizados. En esta época participó de la vida cultural y fiestas de Figueras, en las que conoció Salvador Dalí. En 1929 se casó con Ramon Balagué, médico, y tuvieron 4 hijas. En 1940 fueron a vivir en Esparraguera.
Al ser las hijas mayores, sintió la necesidad de ejercer como bibliotecaria, se preparó de nuevo y se presentó a las oposiciones. Obtuvo la plaza de bibliotecaria en la Biblioteca Popular de Esparreguera y tomó posesión el 3 de marzo de 1953.
El primer año de vivir en Esparraguera y ver la representación de La Pasión, quedó tan impresionada que la primera Fiesta del Libro que organizó como bibliotecaria estuvo dedicada a hacer una exposición de las Pasiones representables, exposición que contó con la colaboración de documentos de la Biblioteca Central (hoy Biblioteca Nacional de Cataluña), de bibliófilos como Artur Sedó, Joan Rogent y notables de la localidad, tuvo gran eco. Este gran interés y el abundante material de la colección local de la Biblioteca motivaron a escribir el libro La Pasión de Esparraguera publicado en 1957 por la editorial Barcino.
En 1960 colaboró activamente en la formación de la Fundación Jaume Pascual, entidad que se dedicaba a la investigación y estudio y posterior difusión de la historia local. Esta entidad estaba presidida por el Sr. Orenci Valls, reconocido médico de la ciudad.
Finalmente impulsó e intervino activamente en la creación de las bibliotecas filiales de Abrera. La filial de Abrera se convirtió Biblioteca Popular en 1974.
Finalizó su labor como bibliotecaria el 7 de mayo de 1972 en Esparraguera
Como maestra trabajó en la Escuela del Mar- donde también estuvieron escolarizadas sus dos hijas mayores. Amante de la música, tocaba el piano y organizaba conciertos. Murió el mes de enero de 1974.

## Actividades
Aurèlia Sabanés en su labor como bibliotecaria, aparte de las tareas cotidianas, impulsó gran cantidad de actividades encaminadas a enriquecer la vida cultural de la ciudad. Hay que decir que encontró siempre la buena colaboración de aquellos a quienes pedía ayuda. Organizó:
- Conferencias. Entre otros, de Carles Soldevila (12/15/1956), Josep Maria Corredor (05/16/1959), Maria Aurèlia Capmany (11/16/1961), Octavi Fullat (04/12/1967)
- Exposiciones de cerámica, de pintura, de esmaltes, de fotografía, de los artesanos y artistas de Esparraguera.
- Lectura y representaciones de teatro en catalán. Destacan Cigales y hormigas, de Santiago Rusiñol (1956). Hay que decir que la primera obra de Anna Lizaran fue representar Guida en la obra Ton i Guida, en la biblioteca el 28 de mayo de 1957.
- Conciertos de piano, canto de lieder, conciertos del Orfeó Gorgonsana con intérpretes locales ...
- Excursiones.
- Clases de catalán: hay que remarcar que el curso 1971/72 se impartían en la biblioteca 3 niveles de catalán: infantil, medio y para castellanohablantes. * Aurèlia también impartió clases de catalán en Olesa.
- Actos sociales[5]

## Publicaciones
- La Passió d'Esparreguera publicada l'any 1957 per l'editorial Barcino en la col·lecció Biblioteca Folklòrica Barcino (vol. XIV).